# Döge, Szabolcs-Szatmár-Bereg
Döge  este un sat în districtul Kisvárda, județul Szabolcs-Szatmár-Bereg, Ungaria, având o populație de 2.256 de locuitori (2011). 

## Demografie
Componența etnică a satului Döge
     Maghiari (91,1%)
     Romi (8,22%)
     Alții (0,68%)
Componența confesională a satului Döge
     Reformați (55,5%)
     Romano-catolici (14,27%)
     Greco-catolici (6,69%)
     Fără religie (2,48%)
     Necunoscută (20,88%)
     Luterani (0,18%)
     Alte religii (0,8%)
Conform recensământului din 2011, satul Döge avea 2.256 de locuitori. Din punct de vedere etnic, majoritatea locuitorilor (91,1%) erau maghiari, cu o minoritate de romi (8,22%).  Din punct de vedere confesional, majoritatea locuitorilor (55,5%) erau reformați, existând și minorități de romano-catolici (14,27%), greco-catolici (6,69%) și persoane fără religie (2,48%). Pentru 20,88% din locuitori nu este cunoscută apartenența confesională.